# Association des Radioamateurs de Monaco
Die Association des Radioamateurs de Monaco (ARM) (deutsch „Verband der Funkamateure von Monaco“) ist der nationale Verband der Funkamateure im Fürstentum Monaco.

## Geschichte

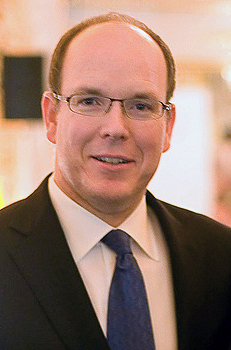
Fürst Albert II. (3AØAG) ist Ehrenpräsident der ARM

Vor dem Zweiten Weltkrieg wurde in Monaco nur wenig Amateurfunk betrieben. Von der französischen Post wurde das Fürstentum unter Missachtung seiner staatlichen Souveränität eher wie eine „Kolonie“ behandelt und es gab noch keine offiziellen monegassischen Amateurfunkrufzeichen. Dies änderte sich nach dem Krieg, als amerikanische Funkamateure, die als Soldaten nach Europa gekommen waren, sich mit monegassischen Amateuren (noch ohne Rufzeichen) trafen, und mit ihnen Funkversuche durchführten. Zu der Zeit musste die technische Ausrüstung der Funkstation eines jeden Amateurs noch komplett selbst von ihm gebaut werden.
Schließlich, im Jahr 1953, erwuchs daraus die Association des Radioamateurs de Monaco, deren Ziel es ist, die Völkerfreundschaft zu stärken und das gemeinsame Interesse für die Funktechnik zu fördern. Seit 1968 ist die ARM Mitglied der International Amateur Radio Union (IARU Region 1), der internationalen Vereinigung von Amateurfunkverbänden, und vertritt dort die Interessen der Funkamateure des Landes.
Fürst Albert II. von Monaco, Rufzeichen 3AØAG, ist bereits seit seiner Zeit als Erbprinz, noch vor 2005, der Ehrenpräsident der ARM (siehe auch: Liste prominenter Funkamateure). In seiner Anwesenheit feierte der Verband im Jahr 1993 sein vierzigjähriges Bestehen und gab zu diesem Anlass das Sonderrufzeichen 3A40ARM heraus. Zehn Jahre später erfolgte die Jubiläumsfeier erneut in Anwesenheit des Erbprinzen und Ehrenpräsidenten, diesmal unter Herausgabe des Sonderrufzeichens 3A50ARM.